# Porto Allegro
Porto Allegro (in portoghese: Porto Alegre) è un villaggio nel distretto di Caué sull'isola di São Tomé in São Tomé e Príncipe. La popolazione è di 525 persone al 2008. La località di Alto Douro è a 2 chilometri e mezzo da Porto Allegro.